# Plocopsylla crypta
Plocopsylla crypta är en loppart som beskrevs av Beaucournu et Gallardo 1989. Plocopsylla crypta ingår i släktet Plocopsylla och familjen Stephanocircidae. Inga underarter finns listade i Catalogue of Life.